# 粉筆河實驗室
粉筆河實驗室，或稱喬克河核子實驗室（英語：Chalk River Laboratories）是位於加拿大安大略省的國家級實驗室。建立于1944年，主要從事核能相關的研究，例如研發加拿大重水鈾反應爐。此外，該實驗室的研究範包含物理、冶金、化學、生物和工程等等。
粉笔河实验室于2014年成為加拿大核子實驗室的一員。

## 主要設施
- ZEEP：零能量重水试验反应堆（1945-1973）。
- NRX（英语：NRX （页面存档备份，存于））：實驗用反應爐（1947-1992），是加拿大重水铀反应堆的前身，功率可達40MW(t)
- NRU：國家研究通用反應堆（1957-2018），曾經生產約全世界三分之一醫療用的放射性同位素鎝-99m[2]。
  - CNBC（英语：Canadian Neutron Beam Centre （页面存档备份，存于））：加拿大中子束中心，于2018年和NRU一起停运。
- PTR（英语：Pool Test Reactor （页面存档备份，存于））：水池式10kW实验反应堆（1957-1990）。
- ZED-2（英语：ZED-2 （页面存档备份，存于））：零能量氘200W反应堆（1960-）。
- NPD（英语：Nuclear Power Demonstration （页面存档备份，存于））：示范核电20MW（e）反应堆（1960-1987）。
- SLOWPOKE（英语：SLOWPOKE reactor （页面存档备份，存于））：安全低功率临界实验反应堆（1970-1976），一种水池式小型反应堆，于1971年迁址至多伦多大学。
- TASCC（英语：Tandem Accelerator Superconducting Cyclotron （页面存档备份，存于））：串联加速器超导回旋加速器 （1986-1996）。
- MAPLE-1和MAPLE-2（英语：Multipurpose Applied Physics Lattice Experiment （页面存档备份，存于））：多用途应用物理晶格实验反应堆（2000-2008，已终止）。

## 大事紀

### 1952年NRX意外
1952年12月12日NRX反應爐因為控制棒故障和人為疏失造成冷卻劑流失事故，冷卻管因而破損，燃料也有熔損
。

### 1958年NRU意外
1958年5月23日NRU反應爐因嚴重的機械故障造成反應爐過熱、損壞及火災
。

### 2014年併入加拿大核子實驗室
自2014年11月3日起，粉筆河實驗室成為加拿大核子實驗室（Canadian Nuclear Laboratories Ltd.）的一員。

### 取得營運到2028年的執照
加拿大核子實驗室於2018年4月1日取得持續營運粉筆河實驗室至2028年3月31日的執照

### 救災人員相關
1950年代的意外中，粉筆河實驗室的員工救災十分鐘即達輻射曝露的極限值，後來加拿大的軍隊參與救災。參與救災的軍人在2008年得到加幣24000元的補償，但粉筆河實驗室的員工卻沒有。因此他們在2009年發起向民意代表寫陳情書的活動。有聯絡上37位以前參與救災的同仁，但至2017年，有一半已經過世。其中一位在2009年得血癌過世。截至2017年11月1日，他們還在等補償金
。